# Джироламо Аматі

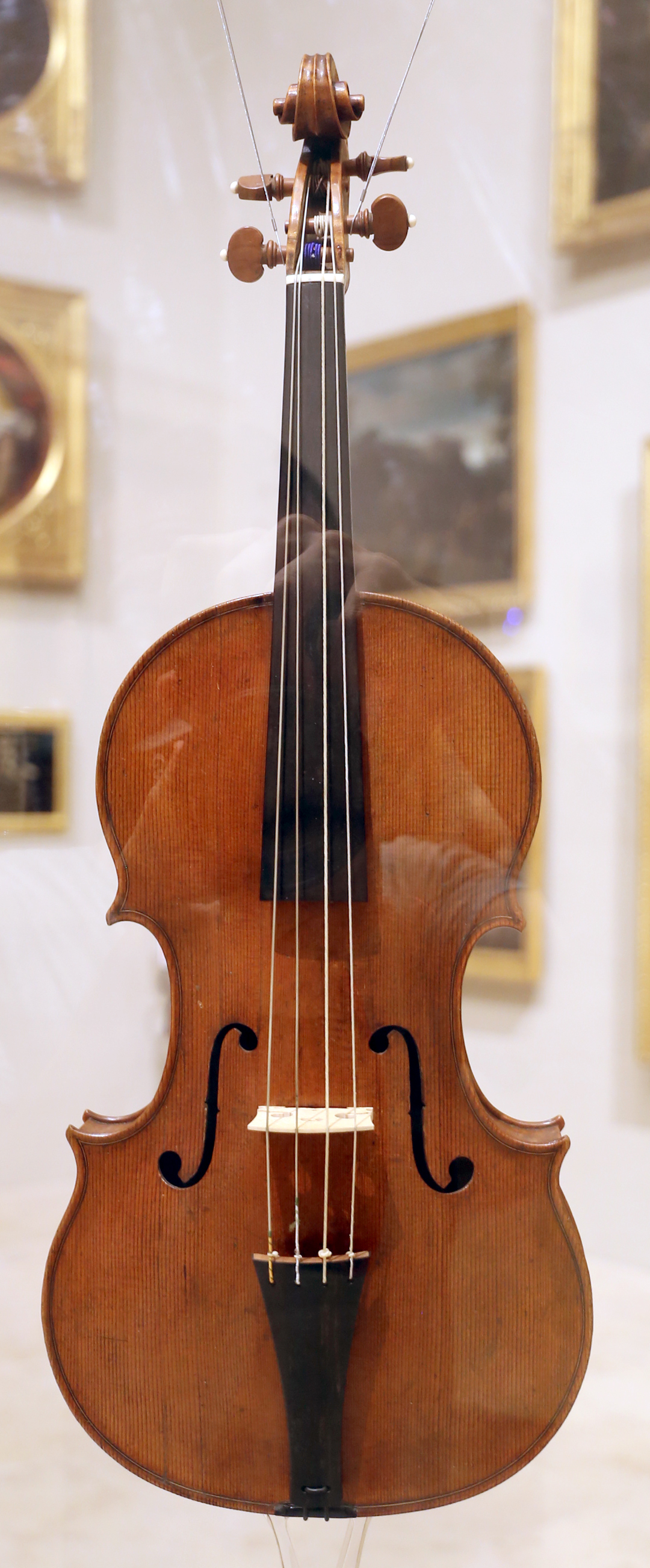
Viola, 1625, Galleria Estense, Modena

Джироламо Аматі (італ. Girolamo Amati, 1561-1630) - італійський скрипковий майстер.
Син Андреа Аматі та брат Антоніо Аматі, працював разом з братом в батьківській майстерні і разом з ним вдосконалив свій стиль та техніку виготовлення.
Джироламо збільшив розміри скрипки, а також робив характерні резонансні отвори в деці.
Скрипки, виготовлені разом з братом, були підписані «Antonius et Hieronymus Amati Cremonae Andreae fil». (Антоніо та Джироламо Аматі з Кремони, сини Андреа).
Після 1624 року, коли Джироламо одружився, він почав виготовляти скрипки самостійно, підписуючи їх власним підписом. Ці скрипки були нижчої якості, ніж попередні.